# Maškovce
Maškovce es un municipio del distrito de Humenné en la región de Prešov, Eslovaquia, con una población estimada a final del año 2024 de 58 habitantes.
Se encuentra ubicado al sureste de la región, cerca de los ríos Cirocha y Laborec (cuenca hidrográfica del río Tisza) y de la frontera con la región de Košice.

## Demografía
| Año        | 1994 | 2004     | 2014    | 2024    |
| ---------- | ---- | -------- | ------- | ------- |
| Población  | 53   | 60       | 56      | 58      |
| Diferencia |      | +13,20 % | −6,66 % | +3,57 % |

| Año        | 2023 | 2024    |
| ---------- | ---- | ------- |
| Población  | 56   | 58      |
| Diferencia |      | +3,57 % |